# Bradshaw City
Pour les articles homonymes, voir Bradshaw.
Bradshaw City est un ancien camp minier qui est maintenant une ville fantôme situé dans le comté de Yavapai dans l'État de l'Arizona aux États-Unis. Il fut établie dans les années 1860. La ville fut abandonnée vers le milieu ou la fin des années 1880.

## Annexe